# Gap of Dunloe

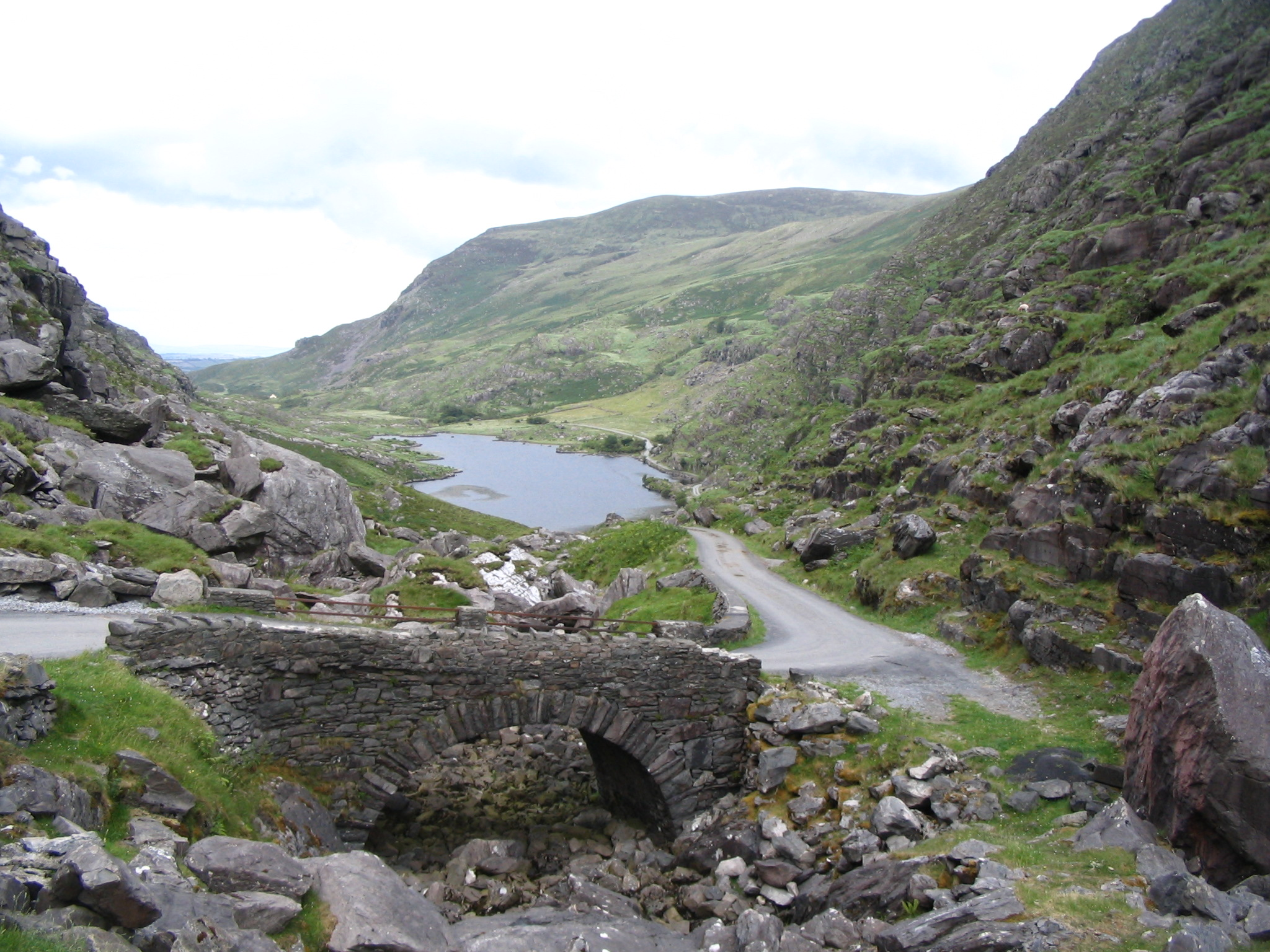
Auger Lake (Loch an Tarathair)

Das Gap of Dunloe (irisch Bearna an Choimín) ist ein 241 m hoher, schmaler Gebirgspass zwischen dem Gebirgszug Macgillycuddy’s Reeks im Westen und dem Purple Mountain (irisch An Sliabh Corcra) im Osten in der Region Dunloe (irisch Dún Lóich) in der Grafschaft Kerry im Südwesten der Republik Irland.
Der Pass hat von Norden nach Süden eine Länge von etwa 11 km. Den Pass hinab fließt in nördlicher Richtung der Fluss Loe, der auf dieser Strecke fünf Seen speist: Black Lough, Auger Lake, Cushnavally Lake, Black Lake und Coosaun Lough. Zwischen den letztgenannten beiden Seen spannt sich eine alte Bogenbrücke (Wishing Bridge).

## Tourismus/Verkehr
Die Passstraße ist öffentlich und bei touristischen Verkehrsteilnehmern sehr beliebt: Wanderer, Radfahrer, Motorradfahrer, PKW-Fahrer, Wohnmobilisten und nicht zuletzt die angebotenen Kutschfahrten mit den einachsigen Traps (ähnlich einem Stanhope Gig). Die Kutscher pflegen das Gerücht, dass die Straße nicht öffentlich sei, um so Touristen von einer Durchfahrt auf eigene Faust abzuhalten. Manche Kurven sind dermaßen eng, dass sie mit einem Fahrzeug etwas größer als ein Mittelklassewagen nicht in einem Zug durchfahren werden können. Steile, kurvige Abfahrten und unübersichtliche Stellen können, insbesondere bei Gegenverkehr, für alle Verkehrsteilnehmer und besonders für ungeübte Radfahrer eine Gefahr darstellen.